# Wapen van Bertem
Het Wapen van Bertem is het heraldisch wapen van de Belgische gemeente Bertem. Het eerste wapen werd op 30 oktober 1946 toegekend en het tweede werd op 8 november 1989 toegekend.

## Geschiedenis
Sinds 1946 was aan Bertem een goud wapenschild met een Andreaskruis van keel toegekend. Het Andreaskruis werd reeds teruggevonden op de oudste schepenzegels van Bertem uit 1416 en 1422, dat het wapen van de heren van Heverlee - die van 1139 tot 1446 over het dorp zouden heersen - voorstelde.
Toen in 1977 de nieuwe fusiegemeente Bertem werd gecreëerd door de samenvoeging van Bertem met Korbeek-Dijle en Leefdaal, werd er ook een nieuw gemeentewapen gemaakt. Aanvankelijk trachtte men uit de drie schilden één schild te vormen, maar op de zitting van de gemeenteraad van 17 mei 1988 werd voor een ander ontwerp gekozen omdat men het eerste als een verminking van de afzonderlijke wapens beschouwde. Men koos daarom voor een schild met vier kwartieren, waarvan het eerste naar Bertem, het tweede en derde naar de schilden van de families Crabeels en Jacobs, de laatste bezitters van de heerlijkheid Korbeek-Dijle, en het vierde naar Leefdaal verwees. Dit ontwerp zou het dan ook zijn dat uiteindelijk zou worden goedgekeurd.

## Blazoen
Het huidige wapen heeft de volgende blazoenering:
Gevierendeeld 1. in goud een schuinkruis van keel 2. in lazuur een keper van goud vergezeld van drie peren van hetzelfde 3. in lazuur drie schelpen van goud 4. in goud een vijfblad van keel geknopt van lazuur.— Ministerieel Besluit (8 november 1989).

## Verwant wapen

Wapen van Leefdaal